# Tramway de Sarajevo
Le tramway de Sarajevo est un réseau de tramway à traction électrique desservant la ville de Sarajevo, capitale de la Bosnie-Herzégovine.
Il est constitué d'une seule ligne de 10,7 km de longueur, formant un lien orienté est-ouest, allant du quartier central de la ville à Ilidža, dans la banlieue. Une antenne de 0,4 km assure la liaison du tramway avec la gare centrale (Željeznička Stanica).
Le réseau est exploité par la compagnie JKP GRAS Sarajevo, qui a également la charge des réseaux de trolleybus et de bus de la ville.

## Histoire
Le tramway de Sarajevo, à son ouverture le 1er janvier 1885, était une ligne d'essai pour les futurs tramway de Vienne et de l'Empire austro-hongrois. La voie était à l'écartement de 760 mm (dit "écartement de Bosnie"), et les véhicules à traction hippomobile. L'infrastructure fut convertie à l'écartement standard de 1 435 mm dans les années 1960.
Le réseau a joué un rôle clef dans la croissance de la ville au cours du XXe siècle.
Pendant le Siège de Sarajevo au milieu des années 1990, l'infrastructure et le matériel roulant furent gravement endommagés. Ils sont de nouveaux en service après reconstruction, mais certains matériels portent encore des traces du siège.

## Réseau actuel

### Infrastructure
Les voies suivent le boulevard principal de Sarajevo, appelé successivement, d'ouest en est, Meše Selimovića (anciennement 6 Proleterske Brigade), puis Zmaj od Bosne (anciennement Vojvode Radomira Putnika) à partir de Vila Čengić.
À partir du quartier de Marijin Dvor, les voies effectuent un demi-tour dans le sens anti-horaire, le long de la rivière Miljacska, suivant la Obala Kulina bana (anciennement Obala Vojvode Stepe Stepanovića). On aboutit ensuite au terminus de Baščaršija.
La ligne part ensuite dans l'autre sens vers Marin Dvor, en empruntant la rue Maršala Tita, qui suit un itinéraire parallèle au nord.

### Lignes commerciales
L'exploitation de l'infrastructure se fait par 6 lignes :
- ligne 1 : Željeznička stanica – Baščaršija
- ligne 2 : Čengić vila – Baščaršija
- ligne 3 : Ilidža – Baščaršija
- ligne 4 : Ilidža – Željeznička stanica
- ligne 5 : Nedžarići – Baščaršija
- ligne 6 : Ilidža – Skenderija

### Matériel roulant
Le matériel roulant est constitué de rames articulés Tatra K2 provenant de République tchèque, et livrés dans les années 1970 et au début des années 1980. Ce parc a été complété de matériels plus récents.
En 2008, Amsterdam a fait don de 16 anciens tramways au réseau de Sarajevo.
En 2021, une commande de tramways est passée auprès de Stadler. Il s'agit de la première commande de matériel neuf depuis les années 1960.
15 rames ont été commandées pour 34,7 millions d'euros avec une livraison prévue de fin 2023 à l'été 2024.

## Traduction
- (en) Cet article est partiellement ou en totalité issu de l’article de Wikipédia en anglais intitulé « Sarajevo Tramway » (voir la liste des auteurs).